# Tiarocera
Tiarocera är ett släkte av skalbaggar. Tiarocera ingår i familjen Cetoniidae.
Kladogram enligt Catalogue of Life:
| Tiarocera | \| \| Tiarocera cornuta \| \| \| \| \| \| Tiarocera rhinoceros \| \| \| \| |
|           | \| \| Tiarocera cornuta \| \| \| \| \| \| Tiarocera rhinoceros \| \| \| \| |
|           | Tiarocera cornuta                                                          |
|           |                                                                            |
|           | Tiarocera rhinoceros                                                       |
|           |                                                                            |